# Brennstoffzellenantrieb von Triebfahrzeugen

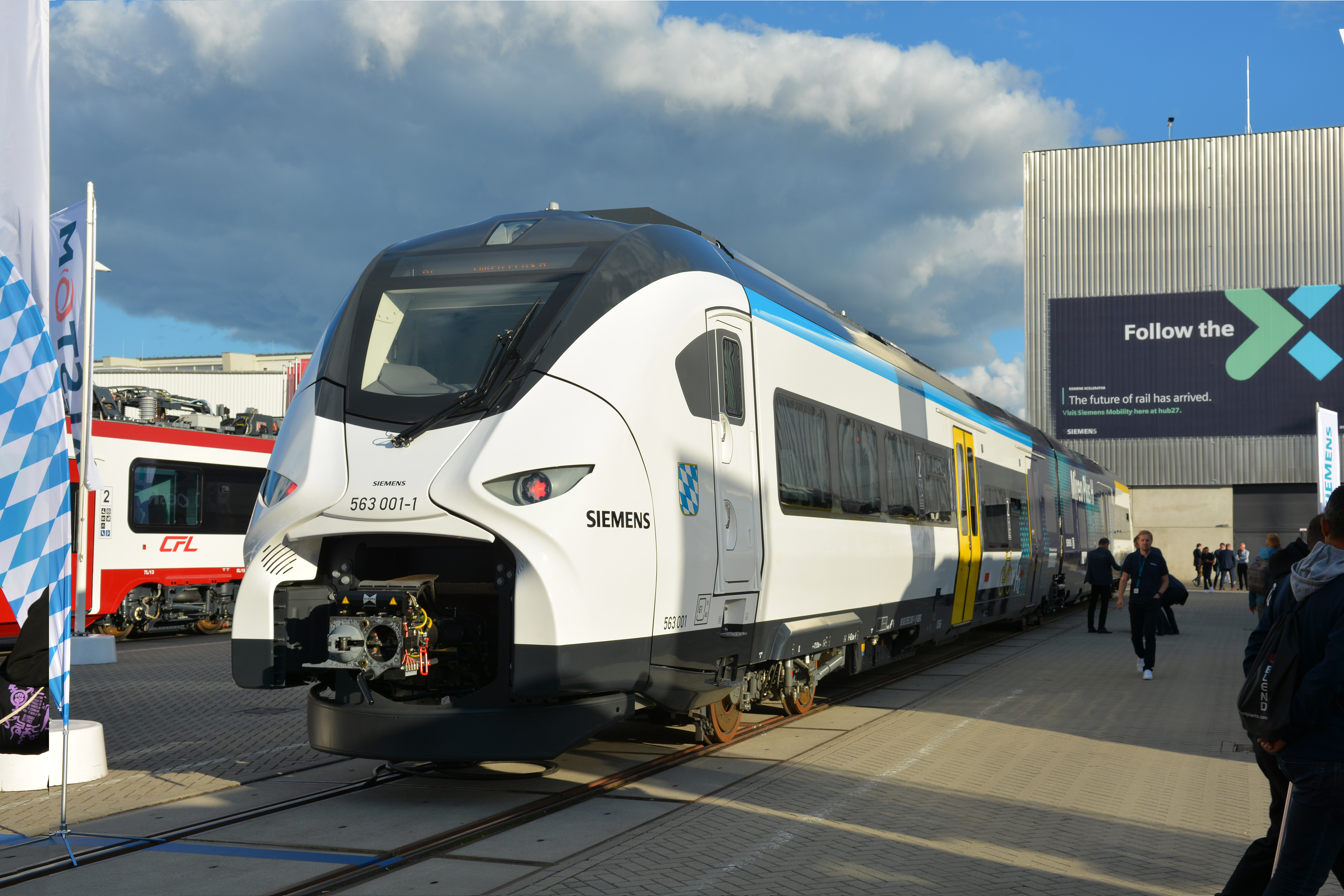
Brennstoffzellen-Wasserstoffzug Siemens Mireo Plus H auf der InnoTrans 2022

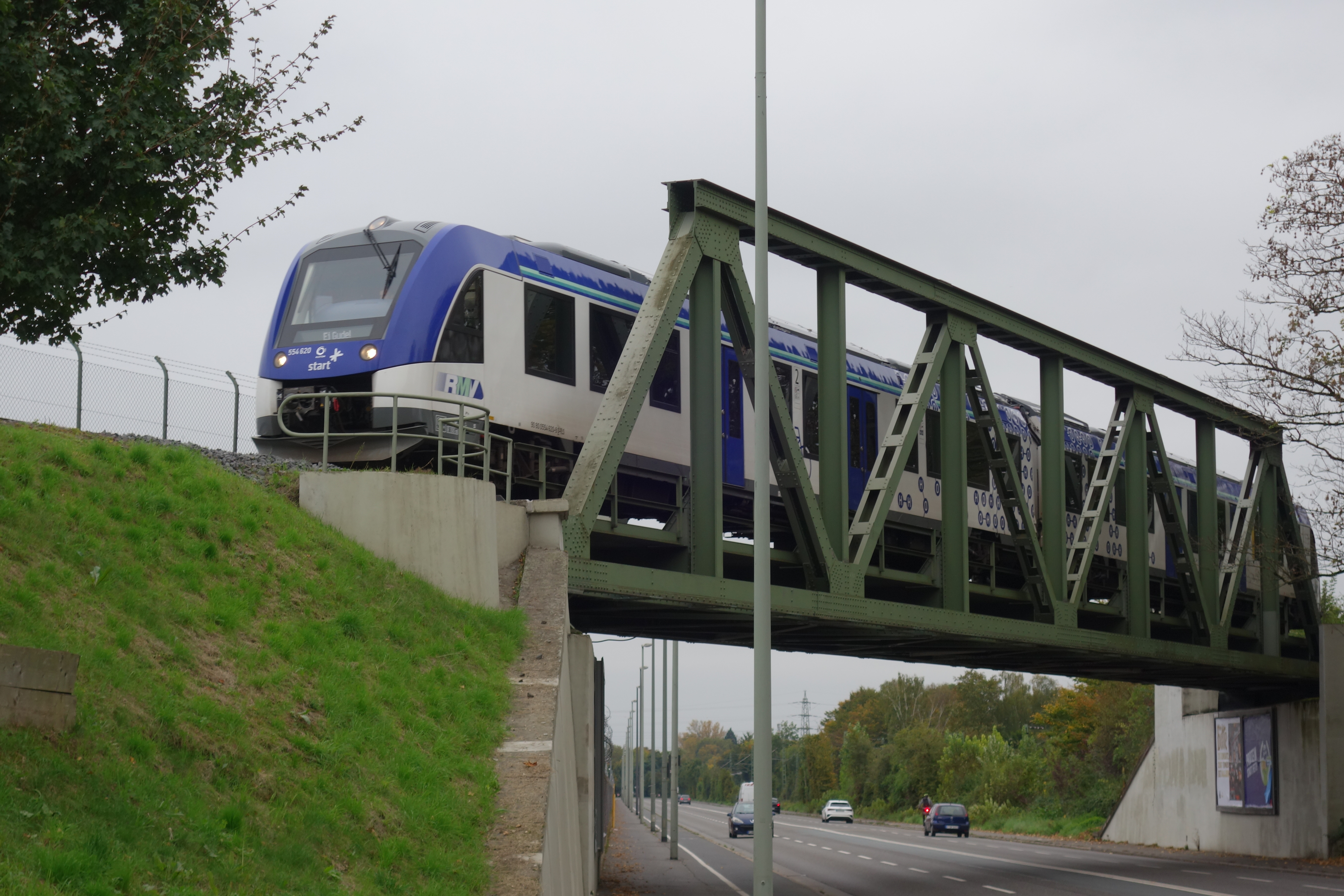
iLint-Triebwagen der Regionalverkehre Start Deutschland unterwegs zur Wasserstofftankstelle im Industriepark Höchst

Unter Brennstoffzellenantrieb von Triebfahrzeugen werden die wesentlichen Bauteile Brennstoffzelle, Traktionsbatterie (Akkumulator) und Fahrmotor sowie ihr Zusammenwirken in Triebfahrzeugen verstanden. Durch die Reaktion von Wasserstoff und Luftsauerstoff in Brennstoffzellen entsteht elektrische Energie, um die Fahrmotoren zu betreiben.
Mit Wasserstoff betriebene Fahrzeuge, umgangssprachlich auch als Wasserstoffzug bezeichnet, international auch als Hydrogen-electric multiple unit (HEMU oder H2MU) oder Fuel-Cell electric multiple unit (FCEMU) bezeichnet, sind umweltfreundlich, sofern der Kraftstoff nachhaltig erzeugt wird. Sie haben insbesondere auf längeren Nebenstrecken, wo die Elektrifizierung nicht möglich oder unwirtschaftlich ist, das Potenzial als umweltfreundlicher Ersatz von Dieseltriebwagen und -lokomotiven.
In der englischen Sprache ist Hydrail ein Überbegriff für Triebfahrzeuge mit Brennstoffzellenantrieb oder mit Wasserstoffverbrennungsmotor.

## Funktion

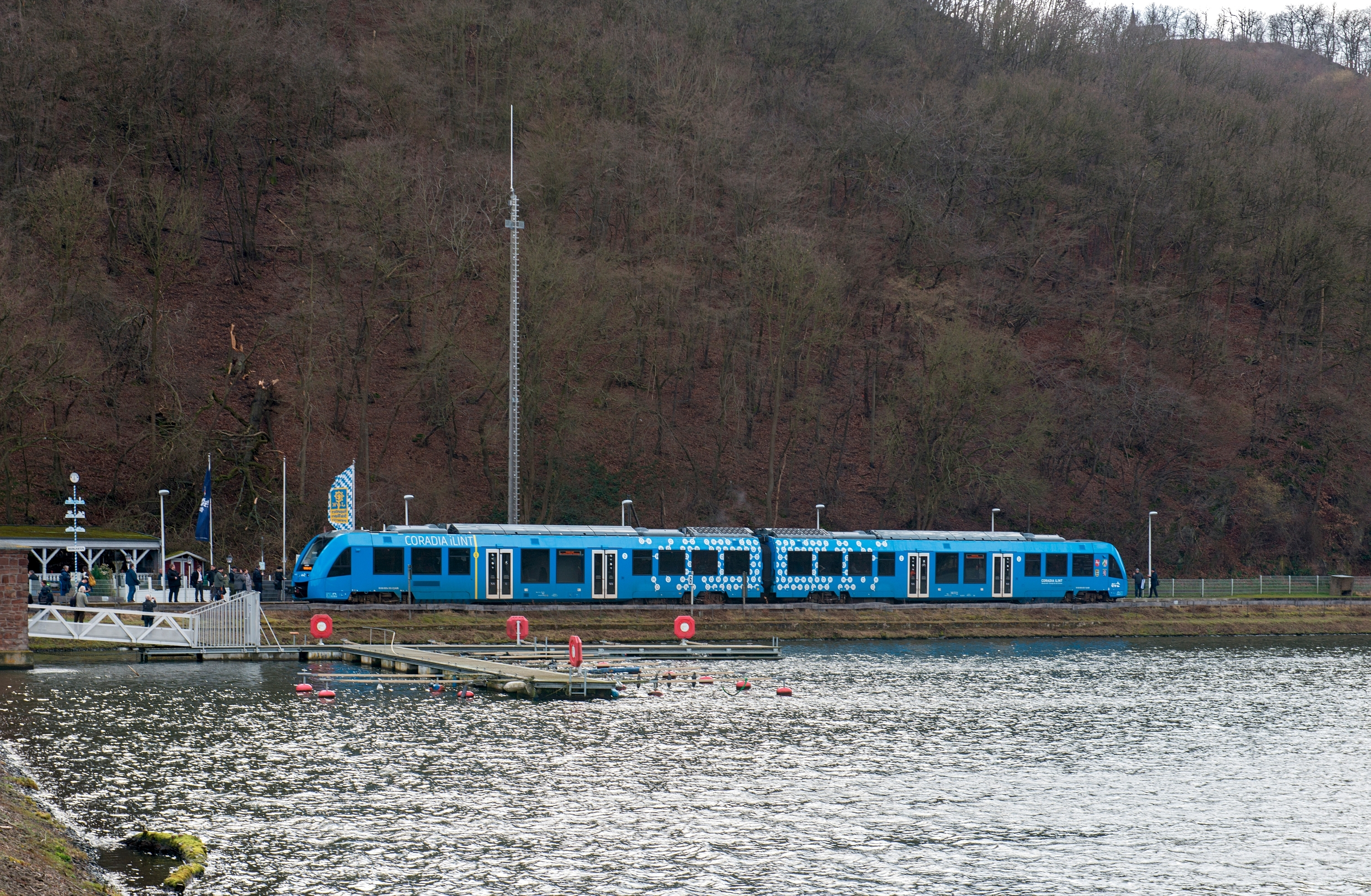
iLint auf einer Demonstrationsfahrt auf der Rurtalbahn. Die beim Bremsen gewonnene Energie wird in der Traktionsbatterie zwischengespeichert.

In den Brennstoffzellen reagieren in den Tanks gespeicherter Wasserstoff und Sauerstoff aus der Umgebungsluft zu Wasser. Dabei entstehen Wärme und vor allem elektrische Energie, die der Traktionsbatterie zugeführt wird. Diese werden zur Erhöhung der Beschleunigung sowie als Puffer zur Speicherung der beim Bremsen anfallenden Energie verwendet. Die Batterie treibt je nach Leistungsbedarf einen oder mehrere Fahrmotoren an.
Der durch die Rekuperationsbremse erzeugte Strom dient ebenfalls zum Laden der Traktionsbatterie.
Nicht nur die Antriebsenergie, sondern auch die Energie für die Versorgung der Hilfsbetriebe werden aus der Brennstoffzelle bezogen.

## Vor- und Nachteile
Wasserstofftriebzüge haben eine deutlich höhere Reichweite als batterieelektrische Fahrzeuge, weshalb sie für lange Abschnitte ohne Oberleitung geeignet sind. Als Ersatz von Dieseltriebwagen im deutschen Schienenpersonennahverkehr sind Batterietriebzüge jedoch oft besser geeignet, weil die meisten oberleitungslosen Streckenabschnitte kürzer als 70 Kilometer sind. Nachteilig wirken sich hier der geringere Wirkungsgrad und die höheren Anschaffungskosten der Brennstoffzellentechnik im Vergleich mit elektrischen Fahrzeugen aus. Zudem sind Brennstoffzellenfahrzeuge noch oft weniger zuverlässig. Der Betriebsstoff grüner Wasserstoff ist Stand 2025 nur begrenzt verfügbar, weshalb häufig auf aus fossiler Energie gewonnenen Wasserstoff (ggf. ergänzt mit blauem Wasserstoff) ausgewichen werden muss.
Zwar erreichen Fahrzeuge mit Brennstoffzellen deutlich größere Reichweiten und das Betanken nimmt weniger Zeit in Anspruch als das Laden der Akkumulatoren von Batterietriebzügen. Demgegenüber erreichen Akkumulatortriebwagen eine deutlich bessere Energieeffizienz und können ihre Energiespeicher auch während der Fahrt nachladen, wenn ein Teil der Fahrstrecke elektrifiziert ist. Eine vom VDE im Jahr 2020 veröffentlichte Studie zur Bewertung klimaneutraler Alternativen zu Dieseltriebwagen kommt zum Ergebnis, dass die Kosten für einen Triebwagen mit Brennstoffzellen jährlich um 2 Millionen Euro höher sind als für einen Akkutriebwagen. Brennstoffzellen erreichen eine Lebensdauer von 4 bis 8 Jahren und müssen somit über die übliche Lebensdauer von Schienenfahrzeugen (30 bis 40 Jahre) mehrmals erneuert werden. Auch Akkumulatoren müssen nach 8 bis 15 Jahren getauscht werden. Dies wirkt sich sowohl bei Zügen mit Brennstoffzellen wie auch bei Akkumulatortriebwagen negativ auf die Lebensdauerkosten aus. Auch die Wartungskosten sind bei Antrieb mit Brennstoffzelle erheblich höher als bei reinem Batteriebetrieb.
Auch Aufbau einer Infrastruktur für die Betankung und der Ersatz der Brennstoffzellen ist mit hohen Kosten verbunden. Bislang in der Realisierung befindliche Projekte in Deutschland decken ihren Bedarf hauptsächlich mit Nebenproduktwasserstoff aus der chemischen Industrie.
Wird der für den Betrieb benötigte Wasserstoff aus Erdgas oder mittels Elektrolyse mit Strom aus dem Netz (EU-Strommix) gewonnen, sind die CO2-Emissionen von Wasserstoff- und Dieselantrieb in etwa vergleichbar. Grüner Wasserstoff hingegen ist ein wertvolles Gut und sollte gezielt zur Dekarbonisierung eingesetzt werden. Er erzielt bei der chemischen Industrie und in der Stahlproduktion den größeren Effekt als im Bahnverkehr, weil es dort für den Wasserstoff keine Alternativen gibt.
Steffen Obst von Stadler Rail erklärte 2023, dass Wasserstoffzüge ihre Vorteile vor allem im Ausland auf langen Strecken mit mehr als 200 km hätten, wo Akkuzüge bisher nicht wirtschaftlich seien. Auch in Deutschland gebe es einen Markt, da in manchen Ausschreibungen explizit Wasserstoffzüge gefordert würden. Dort wo Wasserstoffzüge aber nicht vorab vorgegeben würden und nur ein potenziell CO2-freier Antrieb Bedingung sei, da setze sich fast überall der Akkutriebzug gegen den Wasserstoffzug durch. Auch das schnellere Tanken von Wasserstoffzügen sei in der Praxis kein Vorteil. Zwar könne ein Wasserstoffzug binnen 15 Minuten Treibstoff für etwa 500 bis 600 Kilometer tanken, während ein Akkuzug im gleichen Zeitraum nur 50 bis 150 Kilometer schaffe. Da ein Akkuzug in Europa selten mehr als 80 km ohne Fahrdraht zurücklegen müsse, bis er wieder unter Oberleitung nachladen könne, sei dieser Vorteil aber im Realbetrieb irrelevant. Die Lebensdauer der Brennstoffzellen bezifferte er mit etwa drei Jahren.
Eine Alternative zu einem Triebfahrzeug mit Brennstoffzellenantrieb ist ein Wasserstoffverbrennungstriebwagen mit einem Wasserstoffverbrennungsmotor, der erstmals 2024 als Prototyp des RS Zero von Stadler Rail realisiert wurde.

## Hersteller

### Alstom

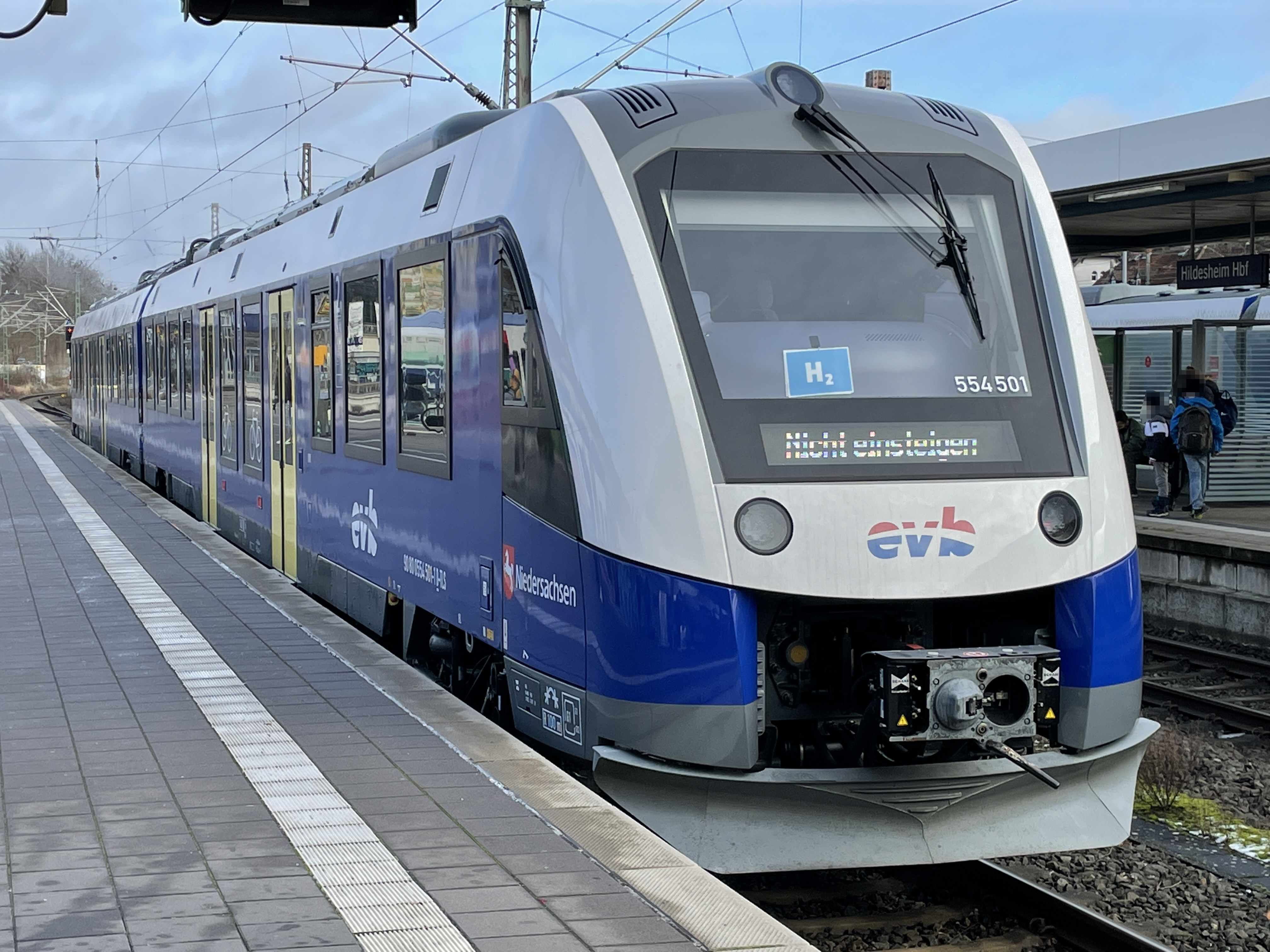
iLint der EVB in Hildesheim Hauptbahnhof

Alstom gilt als Pionier auf dem Gebiet der mit Brennstoffzellen angetriebenen Züge. Der französische Hersteller hat den sogenannten iLint auf Basis der Coradia-LINT-Züge mit Brennstoffzellenantrieb entwickelt und diesen am 20. September 2016 vorgestellt. Die Höchstgeschwindigkeit beträgt 140 km/h und die Reichweite zwischen 600 und 800 Kilometer. Von Mitte September 2018 bis Ende Februar 2020 waren zwei Brennstoffzellen-Züge im Elbe-Weser-Netz der EVB im Raum Bremervörde, wo die Wasserstofftankstelle steht, im Pilotbetrieb unterwegs. Nach Herstellerangaben handelt es sich um den weltweit ersten Personenzug in Serienfertigung, der von einer Wasserstoff-Brennstoffzelle angetrieben wird. Drei Monate nach dem Start waren Hersteller und Betreiber mit deren Betrieb auf der knapp 100 Kilometer langen Strecke zwischen Cuxhaven und Buxtehude noch zufrieden. Nach einem Sturmschaden an der Wasserstofftankstelle, musste die Zahl der Fahrzeugumläufe im Dezember 2023 zeitweise reduziert werden. Im September 2024 musste aufgrund von Problemen in der Wasserstoffzulieferung die Zahl der Fahrzeugumläufe reduziert werden, sodass neben kürzeren Kompositionen auch fünf Diesel-betriebene Fahrzeuge eingesetzt werden. Auf der Regionalbahhnstecke zwischen Frankfurt und Brandoberndorf waren nach wenigen Monaten Betrieb die meisten Züge bereits nicht mehr in Betrieb, wegen technischer Probleme. Ein Notfallplan mit Schienenersatzverkehr wurde eingerichtet. Seit Januar 2025 werden die Wasserstofffahrzeuge auf der Linie RB 15 Bad Homburg–Brandoberndorf durch gemietete Lint 41 der DB Regio mit Dieselantrieb ersetzt. So wird ein Teil der Flotte vorübergehend zur Generalüberholung beim Hersteller freigesetzt. Die RB 12 Frankfurt–Königsstein wird weiterhin mit iLint betrieben.
Die Landesnahverkehrsgesellschaft Niedersachsen hat 14 Brennstoffzellen-Züge bestellt, die ab Sommer 2022 Reisende zwischen Cuxhaven, Bremerhaven, Bremervörde und Buxtehude befördern sollen. Sie ersetzen sukzessive die bisherigen Lint-41-Dieseltriebwagen. Dies ist der erste dauerhafte Wasserstoffzug-Linienverkehr der Welt. Am 24. August 2022 wurde der offizielle Start des Wasserstoff-Regelbetriebs in Bremervörde bei einer feierlichen Zeremonie u. a. mit dem niedersächsischen Ministerpräsidenten Stephan Weil bekanntgegeben. Weitere Absichtserklärungen liegen von den Bundesländern Nordrhein-Westfalen, Baden-Württemberg und Hessen vor. Durch den Verkehrsverbund Rhein-Ruhr und das Land Thüringen mussten Ausschreibungen zur Fahrzeug- und Wasserstoffbereitstellung abgebrochen werden, da veranschlagte Bereitstellungskosten in den Ausschreibungen nicht eingehalten wurden.
→ Hauptartikel: Alstom Coradia LINT, Abschnitt iLint
Die vier französischen Regionen Bourgogne-Franche-Comté, Grand Est, Auvergne-Rhône-Alpes und Okzitanien bestellten 2020 insgesamt 14 Régiolis-Wasserstoffzüge bei Alstom. Die Züge können mit 1500 Volt Gleich-, 25 Kilovolt Wechselspannung oder mit Wasserstoff betrieben werden und Geschwindigkeiten bis 160 km/h erreichen. Die Reichweite einer Wasserstofffüllung beträgt 400 bis 600 Kilometer.
→ Hauptartikel: Alstom Coradia Polyvalent, Abschnitt Wasserstoffzüge
Ferrovie Nord Milano bestellte bei Alstom Coradia Stream mit Brennstoffzellenantrieb für einen Einsatz auf der Bahnstrecke Brescia–Iseo–Edolo in Italien. Im Oktober 2023 wurde der erste Triebzug vorgestellt.
→ Hauptartikel: Alstom Coradia Stream, Abschnitt Brennstoffzellenantrieb

### Stadler Rail

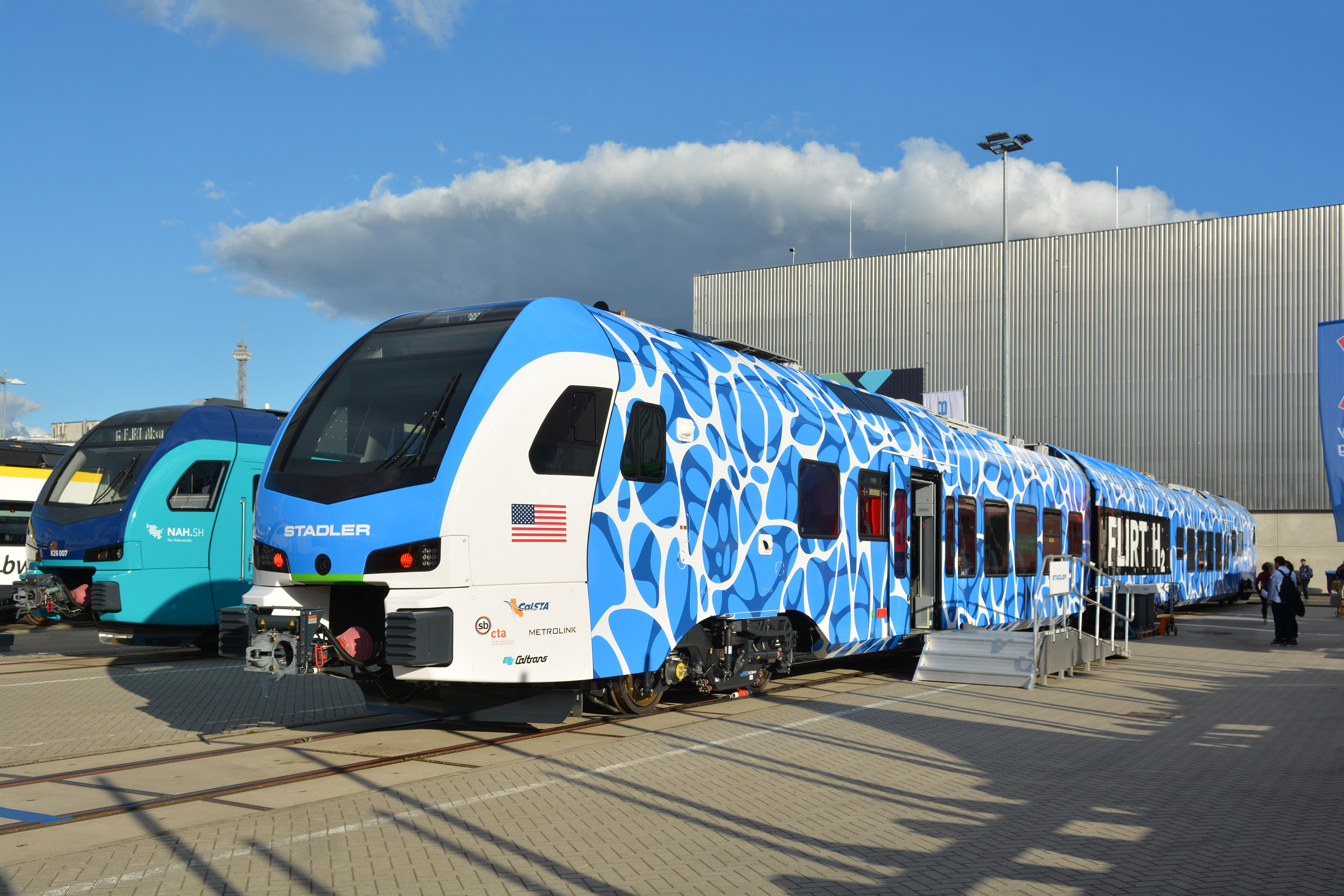
Triebwagen des Typs Stadler Flirt H2, produziert für die San Bernardino County Transportation Authority; ausgestellt auf der Innotrans 2022

2018 bestellte die Zillertalbahn im Rahmen des Projekts der Umstellung auf elektrischen Betrieb bei Stadler Rail bei Stadler Rail zunächst fünf Wasserstoffzüge. Weil die Dreiteiler mit einer Höchstgeschwindigkeit von 80 km/h schneller sind als ihre dieselbetriebenen Vorgänger, kann die Fahrzeit von 55 auf 45 Minuten verkürzt werden. Der zum Betrieb benötigte Wasserstoff sollte am Ende des Tals in Mayrhofen mit Strom aus Wasserkraft erzeugt werden. Die Beschaffung von Akkumulatortriebwagen wurde verworfen, weil wegen der Spurweite von 760 mm kaum Platz für die Akkumulatoren vorhanden wäre. Dieser Entschluss wurde 2024 revidiert, sodass nach einer Studie der TU Wien seit April 2024 die Variante mit Akkumulatortriebwägen bzw. eine Hybrid-Variante Akku/Oberleitung als bevorzugte Variante geführt wird. Der Kurier hielt fest, dass bereits bei der ursprünglichen Festlegung auf die Wasserstoffvariante der Beschluss „eine höchst zweifelhafte“ Grundlage gehabt hatte, da nur Wasserstoffzüge und elektrifizierte Züge unter Oberleitung verglichen worden seien, Akkutriebzüge aber von vorneherein ausgeschlossen wurden. Zudem sei die Variante mit Oberleitung, die über 30 Jahresdauer um bis zu 180 Mio. Euro günstiger gewesen sei als die Wasserstoffzüge, aus optischen Gründen vehement abgelehnt worden. Ein weiterer Grund für die Abkehr von den Wasserstoffzügen sei gewesen, dass der Hauptantreiber hinter der Wasserstoffvariante, der Technikvorstand der Zillertalbahn, wegen einer gefälschten Doktorarbeit zurücktreten musste.
Stadler erhielt den Auftrag, für die Bahnstrecke San Bernardino–Redlands im Jahr 2024 einen Flirt H2 zu liefern. Bis 2024 bestellte Kalifornien insgesamt zehn Züge in vierteiliger Ausführung plus Technikwagen für verschiedene Verkehre. Der Flirt H2 besteht aus zwei Endwagenkästen und einem Mittelteil ohne Sitz- oder Stehplätze, dass die Brennstoffzellen und die Wasserstofftanks umfasst.

### Siemens
Siemens und die Deutsche Bahn gaben 2020 bekannt, gemeinsam einen Brennstoffzellenzug mit entsprechender Betankungsinfrastruktur zu entwickeln. Der Bahnhersteller entwickelt auf der Basis des Mireo den mit Wasserstoff betrieben Mireo Plus H, das Bahnunternehmen eine neuartige Wasserstofftankstelle zur schnellen Betankung und führt 2024 einen einjährigen Probebetrieb zwischen Tübingen, Horb und Pforzheim durch. Der bis zu 160 km/h schnelle zweiteilige Triebzug hat auf dem Dach zwei Brennstoffzellen, Unterflurbatterien und eine Reichweite von bis zu 800 Kilometern. Um klimaneutral zu werden, hat die Deutsche Bahn rund 1300 Triebzüge zu ersetzen. Die Niederbarnimer Eisenbahn beschafft bei Siemens Mobility Wasserstoff-Brennstoffzellen-Triebzüge, die in Dreifachtraktion mindestens 120 km/h erreichen sollen. Die Züge sind, nach anfänglichen Problemen mit der Wasserstoffversorgung, seit Dezember 2024 im Fahrgastbetrieb. Bei der Bayerischen Regiobahn befindet sich seit September 2024 ein Fahrzeug im Probebetrieb. Der Einsatz erfolgt nach einem festen Fahrplan von Augsburg aus nach Füssen und Peißenberg.

### PESA
Das polnische Unternehmen Pojazdy Szynowe Pesa Bydgoszcz präsentierte 2021 auf der Trako eine wasserstoffangetriebene Lok auf Basis einer SM42.

### TIG/m-LLC
Die 2013 eröffnete Straßenbahn Oranjestad verkehrt mit vier im Retrodesign gebauten Triebwagen mit Brennstoffzellenantrieb. Auch bei Dubai Trolley war ein solches Fahrzeug im Einsatz.

### Japan

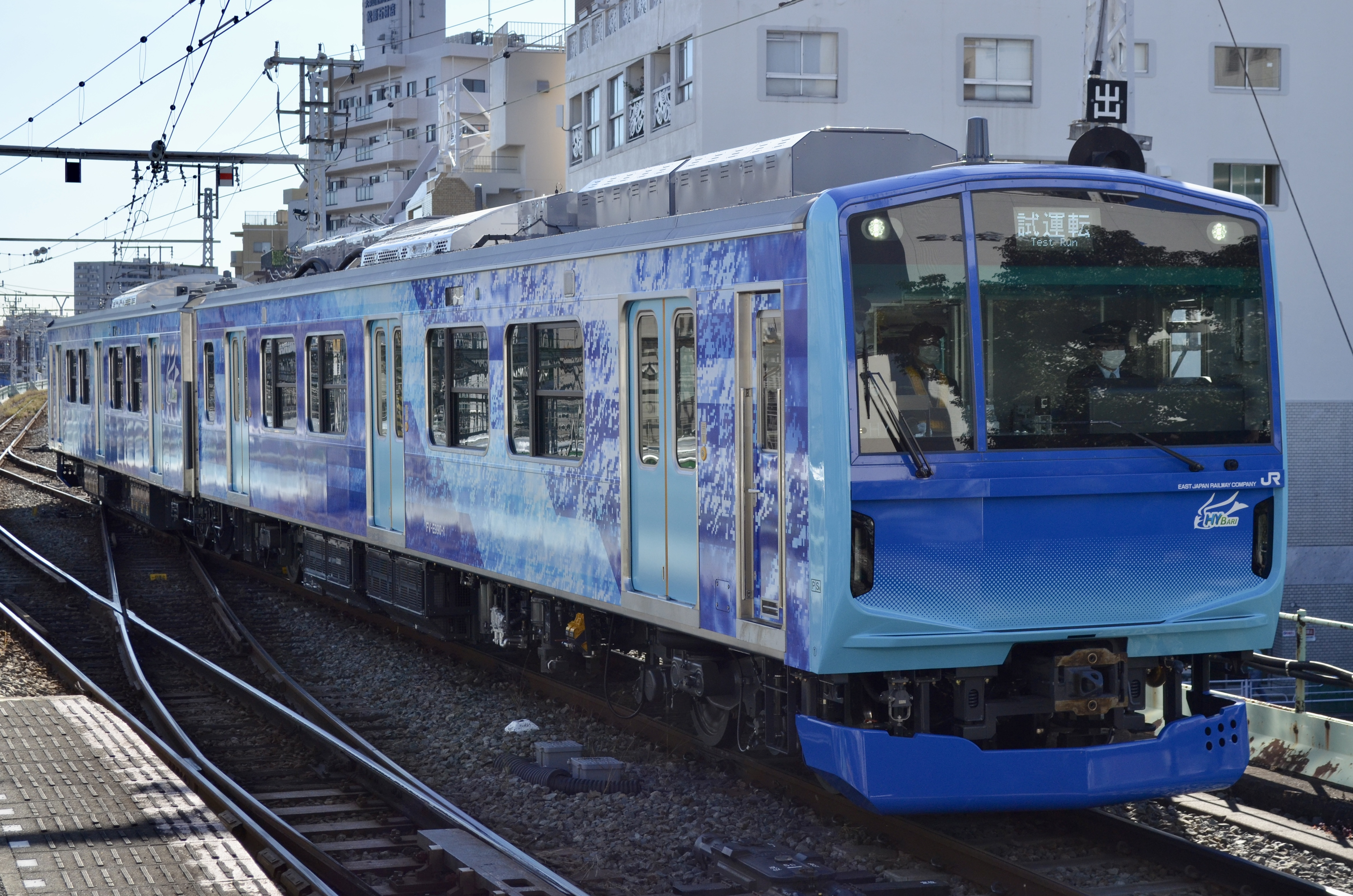
FV-E991 auf Versuchsfahrt im Hafengebiet von Tokio-Yokohama

Die japanische Eisenbahngesellschaft JR Higashi-Nihon erhielt 2022 einen Zweiwagenzug des Typs FV-E991. Der Zug wurde von J-TREC in Zusammenarbeit mit Toyota und Hitachi gefertigt und auf der Tsurumi– und der Nambu-Linie in Tokio-Yokohama erprobt. Der Zug hat eine Reichweite von 140 Kilometern.